# Reichskammergericht

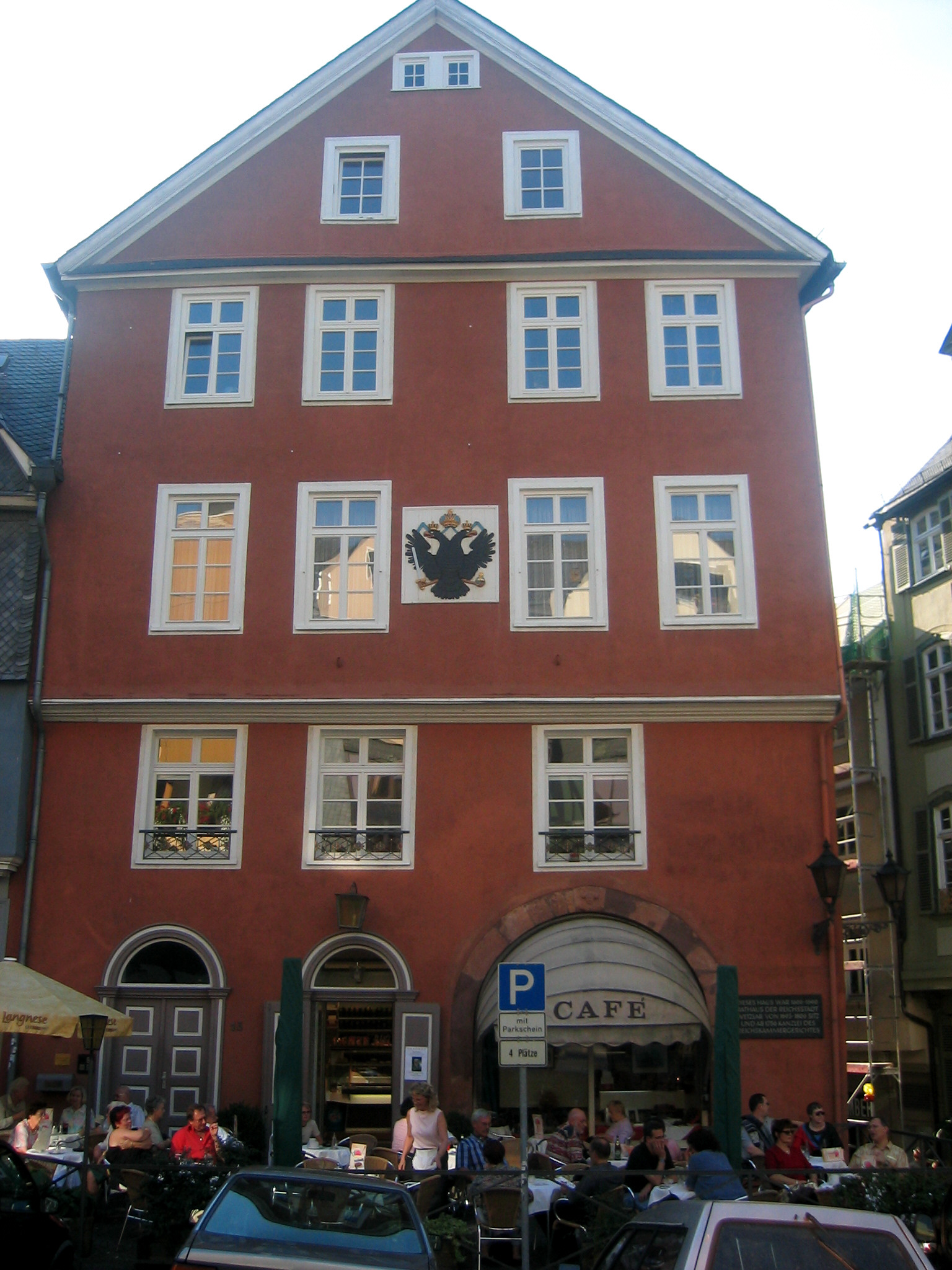
Wetzlar, na Alemanha: Reichskammergericht

O Reichskammergericht (Câmara da Corte Imperial) foi uma das duas maiores instituições judiciárias, no Sacro Império Romano-Germânico, sendo a outra o Reichshofrat (Conselho Áulico), em Viena. Foi fundada em 1495 pelo Reichstag em Worms. Todos os procedimentos legais no Sacro Império Romano poderiam ser trazidos para o Reichskammergericht, salvo se o governante do território teve um chamado privilegium de non appellando, caso em que o mais alto tribunal foi fundado pelo governante do território em questão. Outra exceção foi o direito penal. O Reichskammergericht só poderia intervir nos processos penais se as regras básicas processuais tinham sido violados. 
O Reichskammergericht tinha má reputação pelo longo tempo que levava para chegar a uma sentença. Alguns processos, principalmente em ações judiciais entre os territórios pertencentes ao Sacro Império Romano, foram resolvidos em centenas de anos. Algumas das ações não foram levados a uma sentença final quando o império foi extinto em 1806. No entanto, ultimamente, foi descoberto que muitas vezes isso pode ser atribuído a uma perda de interesse por parte das partes envolvidas, e que o tribunal poderia, por vezes, ser muito mais eficiente do que se supunha. Às vezes, o mesmo tribunal ordenou liminares em poucos dias. 
Recentes pesquisas também trouxeram a tona que, especialmente no século XVIII, os acordos do Reichskammergericht anteciparam em muitos aspectos o estabelecimento constitucional das liberdades civis na Alemanha. Por exemplo, a inviolabilidade de uma habitação ou da liberdade de comércio foram legalmente introduzidos no Império por resoluções do tribunal. No final do século XVIII, alguns contemporâneos comparam o Reichskammergericht com a Assembléia Nacional na França.

## História
Na sua fundação, o tribunal estava localizado em Frankfurt, mas mais tarde foi transferido para Worms, Augsburgo, Nuremberg, Ratisbona, Speyer, Esslingen, novamente Speyer (1527 a 1689) e finalmente a Wetzlar até que ele foi extinto em 1806. 

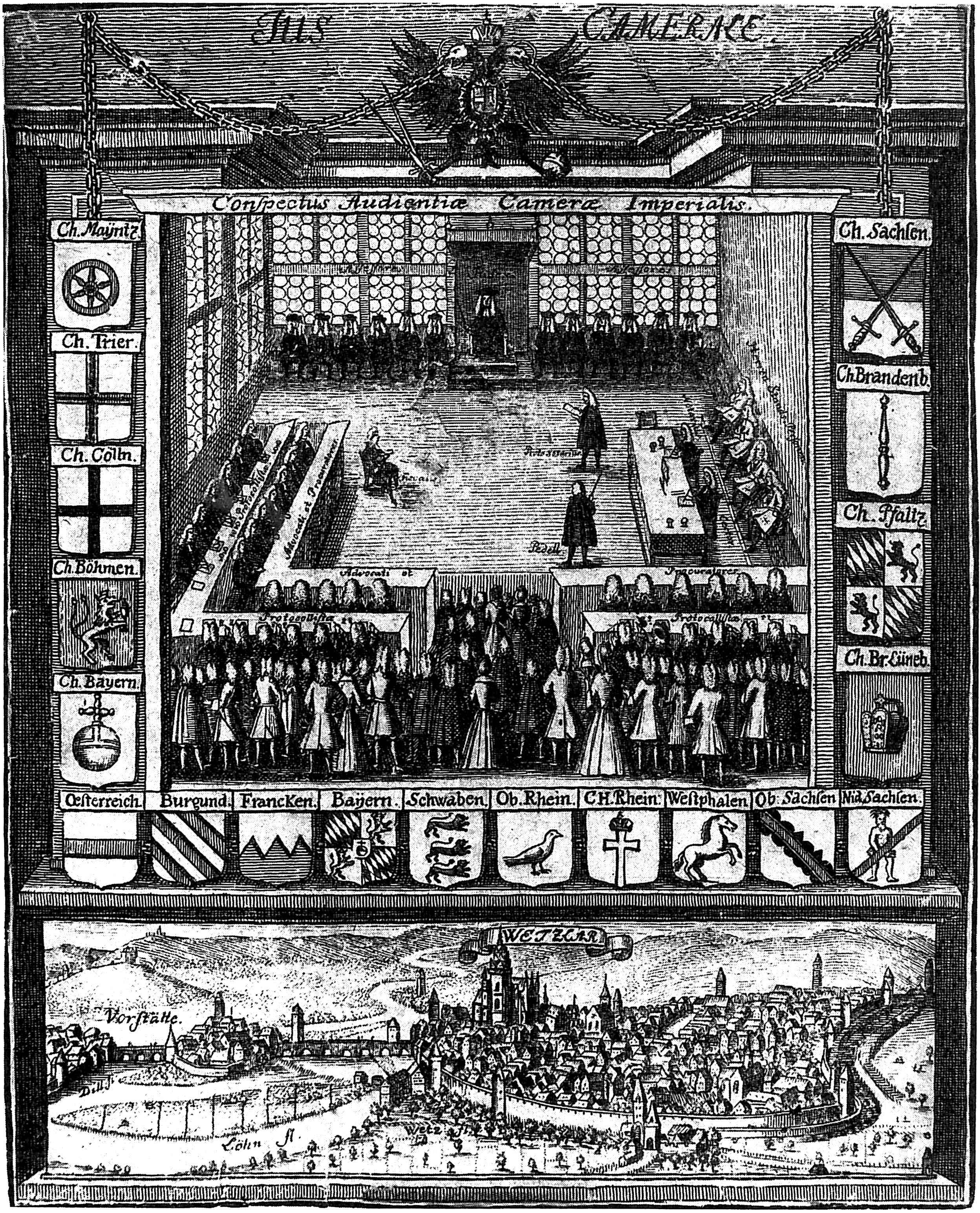
Audiência do Reichskammergericht no século XVIII.

A partir do início da Idade Média, havia um supremo tribunal de justiça para o Império - o Hofgericht, na qual o próprio Imperador comandava. O Hofgericht era conectado diretamente com o imperador, de forma que ele deixava de agir quando ele estava em viagem e acabava quando ele morria. No século XV, o imperador deixou de comandar com muito respeito, e seu tribunal perdeu a confiança de seus súditos. O seu lugar foi tomado pelo Kammergericht. 
O rei (ou o seu substituto) ainda presidia o Kammergericht e ele ainda era o tribunal pessoal; mas os membros do tribunal agora eram funcionários do tribunal. Era geralmente os membros do conselho jurídico que também iam ao Kammergericht. O Kammergericht, caiu em desuso nos últimos anos do reinado de Frederico III; e a criação de um novo tribunal mais eficiente tornou-se uma questão de necessidade, e foi uma das questões de maior urgência nas reformas discutidas no reinado de Maximiliano I. 
A Câmara Imperial era gradualmente definida por lei e utilização, e atuava nos casos de violação da paz pública, nos casos de prisão arbitrária, nos fundamentos, no ue dizia respeito à tesouraria, as violações dos decretos do imperador ou as leis votadas pela dieta, disputas sobre propriedade entre os vassalos do Império ou a governantes diferentes, e finalmente acontecimentos imediatos contra os vassalos do Império (com exceção das acusações penais e às questões relativas à fidelidade imperial, que iam ao Conselho Áulico). 
Em todas as suas atividades ela sofreu com a concorrência do Conselho Áulico, e após o século XVI dedicou-se exclusivamente aos trabalhos judiciários. 
Composto pelos conselheiros pessoais do imperador, o Conselho Áulico fez justiça ao seu nome. A concorrência entre o Conselho Áulico e a Câmara Imperial foi finalmente regulamentada pelo Tratado de Vestfália (1648), que estabeleceu que o tribunal que primeiro tratasse de um caso deveria ter competência para fazê-lo sozinho.

## Composição
A composição do tribunal era determinada tanto pelo imperador como pelos estados que compunham o Império. O imperador nomeava o chefe da justiça (sempre um alto aristocrata), vários presidentes do tribunal do senado, e alguns dos membros do tribunal. A maioria dos juízes eram escolhidos pelos estados do Império. Originalmente, metade dos juízes eram cavaleiros do império, e a outra metade doutores do direito romano, mas depois de 1548 todos os juízes tinham que ser doutores.

## Ligações Externas
- Sociedade de pesquisa da Câmara da Corte Imperial, Wetzlar
- Museu e Centro de pesauisa para a Câmara da Corte Imperial